# California African American Museum

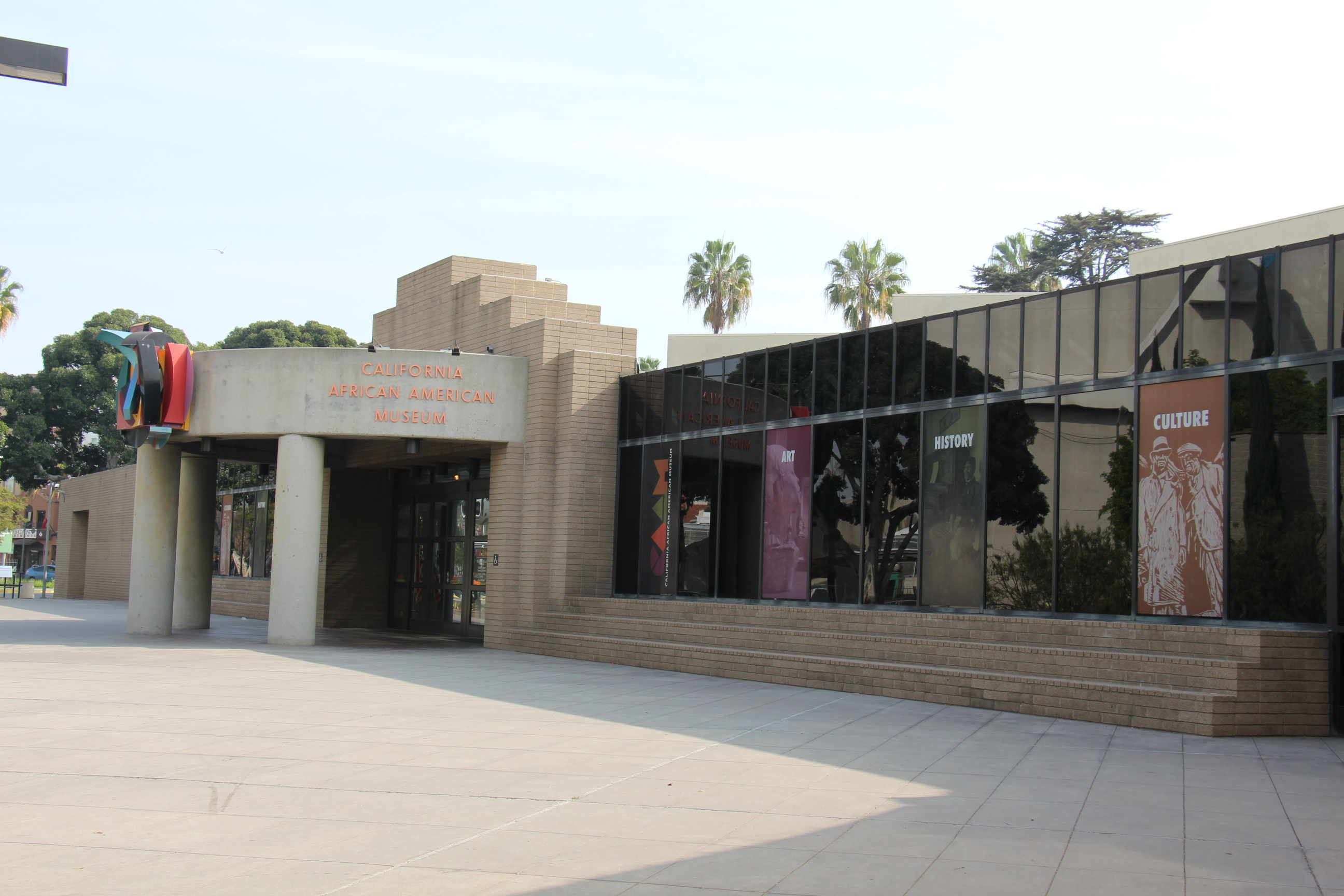
Hoofdingang van het California African American Museum.

Het California African American Museum (CAAM) is een museum in het Exposition Park in de Amerikaanse stad Los Angeles (Californië). Het museum heeft als doel erfgoed dat te maken heeft met de geschiedenis, cultuur en kunst van Afro-Amerikanen in Californië en meer algemeen in het westen van de VS te verzamelen, bewaren en onderzoeken. Het museum huisvest meer dan 3500 kunstvoorwerpen en artefacten. Er is tevens een onderzoeksbibliotheek met meer dan 20.000 boeken en documenten. Naast de permanente collectie worden er in het CAAM vaak tijdelijke en rondreizende tentoonstellingen gehouden. Het museum biedt ook educatieve programma's aan.
De collectie is gehuisvest in een 4.100 m² groot gebouw dat ontworpen werd door twee zwarte architecten en in 1984 opende, tijdens de Olympische Spelen in Los Angeles. In hetzelfde park waar het CAAM zich bevindt, is ook het Natural History Museum of Los Angeles County en het California Science Center gevestigd, evenals het Los Angeles Memorial Coliseum en de Memorial Sports Arena.